# 貝辛斯托克
贝辛斯托克（英語： /ˈbeɪzɪŋstoʊk/ BAY-zing-stohk），英國英格兰汉普郡东北部的集鎮，也是漢普郡最大的鎮（南安普頓及樸茨茅斯均為單一管理區，而溫徹斯特為市），位於修咸頓東北48公里、倫敦西南77公里、吉爾福德以西43公里、雷丁以南35公里、及溫徹斯特東北32公里處。它是洛登河（River Loddon）的發源地。根據2016年人口估算，貝辛斯托克及其週邊郊區的人口總數為113,776人。
它於1086年就已在《末日審判書》出現，但直到1960年代早期為止都是一座小型集鎮。第二次世界大戰開始時，本鎮人口僅逾13,000人。1944年，本鎮被納入大倫敦計劃，1960年代才開始大幅發展，以容納由內倫敦遷出的居民。
它曾经是中国华为公司的欧洲总部所在地，亦是著名時裝品牌Burberry的創始地。此外，德纳罗、永明金融、汽车协会、意法-愛立信、GAME（電子遊戲零售商，自2019年起由福來莎集團持有）、摩托羅拉、梭子鱼网络（Barracuda Networks）、礼来公司等許多公司的英國總部都位於此地。

## 歷史

### 早期定居點

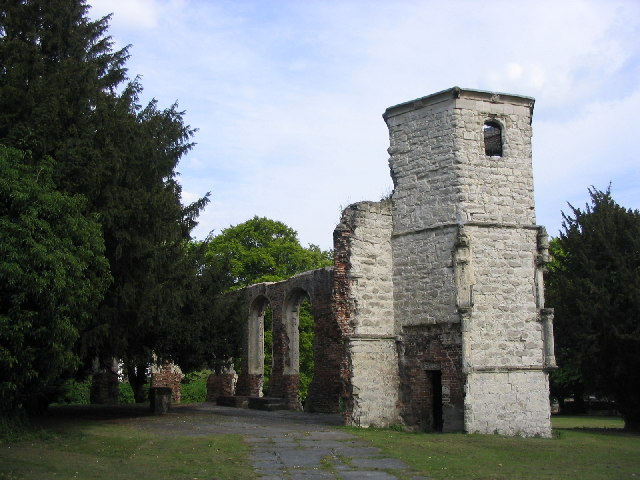
貝辛斯托克 16 世紀聖靈小教堂的遺跡

公元前3000年左右，位於鎮西側一處泉邊的新石器時代營地是當地已知的最早人類定居點，但鎮上的威利斯博物館擁有來自舊石器時代、附近田野的燧石器具和斧頭。溫克爾伯里（Winklebury，距鎮中心約3公里處）的丘堡，當地人稱其稱為溫克爾伯里營地或溫克爾伯里環，是鐵器時代的遺跡。此外，本鎮周圍還有幾個土石方的遺跡，包括位於下格蘭奇（Down Grange）附近的長坟。溫克爾伯里營地曾是堡山社區學校的所在地（該學校現已關閉）。在其西側附近，有一條從溫徹斯特通往錫爾切斯特的羅馬道路。在更東邊，另一條羅馬道路從奇切斯特延伸而來，並通過鄉村烏普頓格雷（Upton Grey）和梅普德維爾（Mapledurwell，位於本鎮東南側）。另一條鐵器時代的古道哈羅路，則於本鎮南側掠過。當地有記錄的第一個歷史事件是871年丹人在舊貝辛（位於本鎮東側）擊敗了威塞克斯國王埃塞爾雷德和他的弟弟阿爾弗雷德大帝。

### 集鎮

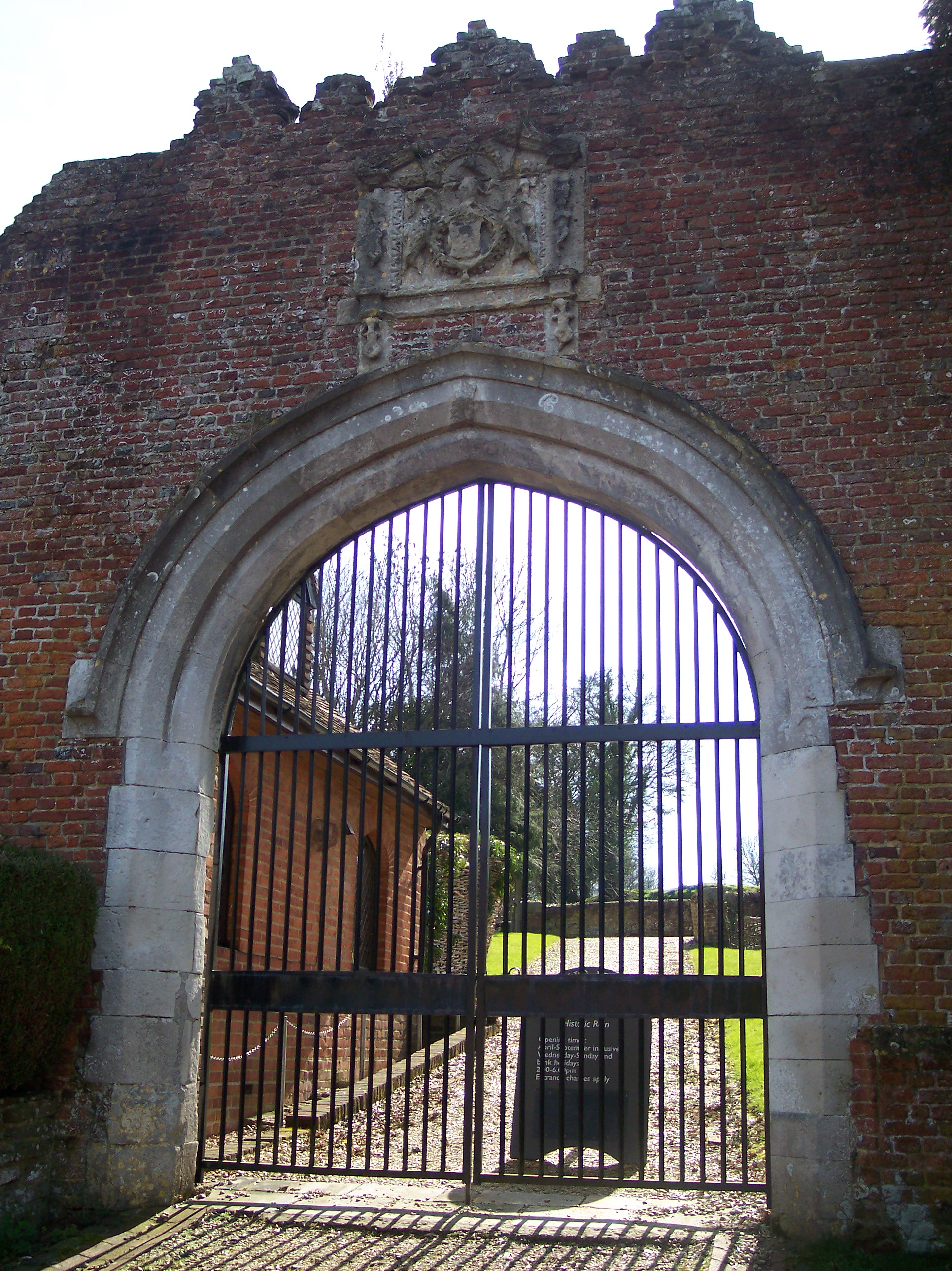
貝辛閣（Basing House）入口

貝辛斯托克在1086年的《末日審判書》中被記載為每週會舉辦市集的地點，自1214年以來，本鎮每週三都會定期舉辦市集。在英格蘭內戰、1643年至1645年間的貝辛閣之圍中，鎮上曾接待了大量的國會派人士。貝辛閣（Basing House）是一座位於舊貝辛、建於都鐸時代的宮殿和城堡，它的規模和華麗程度曾與漢普頓宮相媲美。如今，貝辛閣僅保留了部分地下室或底層，以及地基和土方工程。雖然如此，其遺址已成為二級登錄建築及在冊古蹟。在此期間，聖邁克爾教堂在被用作炸藥儲存庫時受損，聖靈小教堂的屋頂上的鉛也被剝離，導致其最終的荒廢。它在內戰後實際上已經停止使用。17世紀，由於1601年和1656年的大火，貝辛斯托克的許多地方和教堂受到嚴重損壞。據說奧立佛·克倫威爾在貝辛閣之圍的結束時曾停留在此，並寫信給下議院議長，而其郵寄地址為貝辛斯托克。
直至17世紀，布料產業與麥芽製造業在鎮發展中非常重要。在18和19世紀，釀酒業變得重要，而最古老和最成功的釀酒廠是由托馬斯和威廉·梅於1750年在布魯克街成立的梅氏釀酒廠。
為了刺激漢普郡的農業發展，連接當地與泰晤士河的貝辛斯托克運河於1788年10月動工，並於1794年完工。該運河以貝辛斯托克為起點，由西至東流經弗利特、法恩伯勒機場、奧爾德肖特和沃金，終站位於沃金東側。運河通航後，主要由貝辛斯托克運往倫敦的貨物包括木材和輸往倫敦的農產品。1850年代，為了運輸用作建設奧爾德肖特屯駐地的建築材料，當時運河上的貨物運輸十分頻繁，但該情況只持續了數年。由於運河上的貿易從未像預期的那樣密集，有幾家試圖經營該運河的公司最終都破產了。甚至在倫敦和西南鐵路（大部分長度都與運河平行）建成之前，該運河就已遭到廢棄。運河上的商業運輸亦於1910年基本結束。

### 維多利亞時代

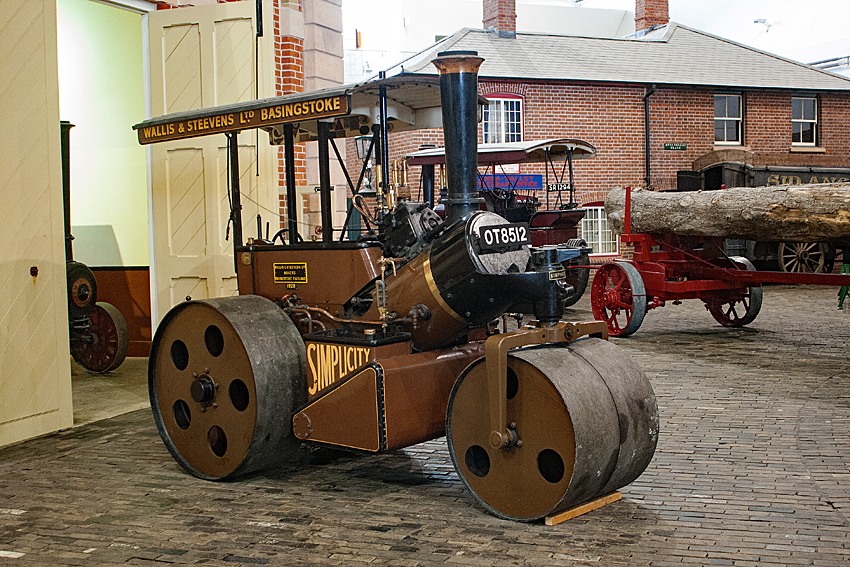
華利斯與史蒂文斯簡易蒸汽壓路機

以倫敦為起點的倫敦及西南鐵路於1839年延伸至本鎮，並於一年內延伸至溫徹斯特和修咸頓。1848年，與倫敦及西南鐵路公司作商業競爭的大西部鐵路公司興建了來往本鎮和雷丁的鐵路支線。倫敦及西南鐵路公司於1854年開通由本鎮通往梳士巴利的鐵路。19世紀，本鎮開始工業化，華利斯和哈斯蘭（後來改名為華利斯與史蒂文斯）於1850年代開始生產農業設備，包括脫粒機，並於1860年代轉向生產固定蒸汽機，隨後於1870年代開始生產壓路機。1856年，博柏利的創辦人湯瑪斯·博柏利於本鎮開設第一間服裝店。
約翰·梅是梅氏釀酒廠家族的成員，數次擔任鎮長。他是鎮上的慈善家，出資建造了供漢普郡志願者使用、位於薩倫山（Sarum Hill）的訓練廳（後來用作影院，再後來成為家具店），以及茅屋醫院的一個翼樓。該訓練廳於1885年開放，也曾用於舉辦音樂會和展覽。他還購買了一塊即將出售用作住房的空地，以低廉租金租給貝辛斯托克板球俱樂部。這個板球場至今仍在使用，並被命名為「梅的獎勵」。
根據記載，1880年時，當救世軍進入鎮上時，當地市民對其感情激烈、福音主義的策略感到震驚，而在鎮上從事酒業的人更很快公開對救世軍表示敵對。暴力衝突成為常態。1881年3月27日，當市長宣讀《暴亂法》後，部隊被召集以平息衝突。這起騷亂及其原因曾使英國議會對其產生提問，並使這個鎮聲名狼藉。1882年，一家倫敦報紙將該鎮形容為“野蠻的貝辛斯托克”，但到1882年3月，當地的騷亂已經平息。
1898年，約翰·艾薩克·托爾尼克羅夫特（John Isaac Thornycroft）開始在該鎮生產蒸汽驅動的卡車，托爾尼克羅夫特迅速成為鎮上最大的僱主。

### 二戰至今

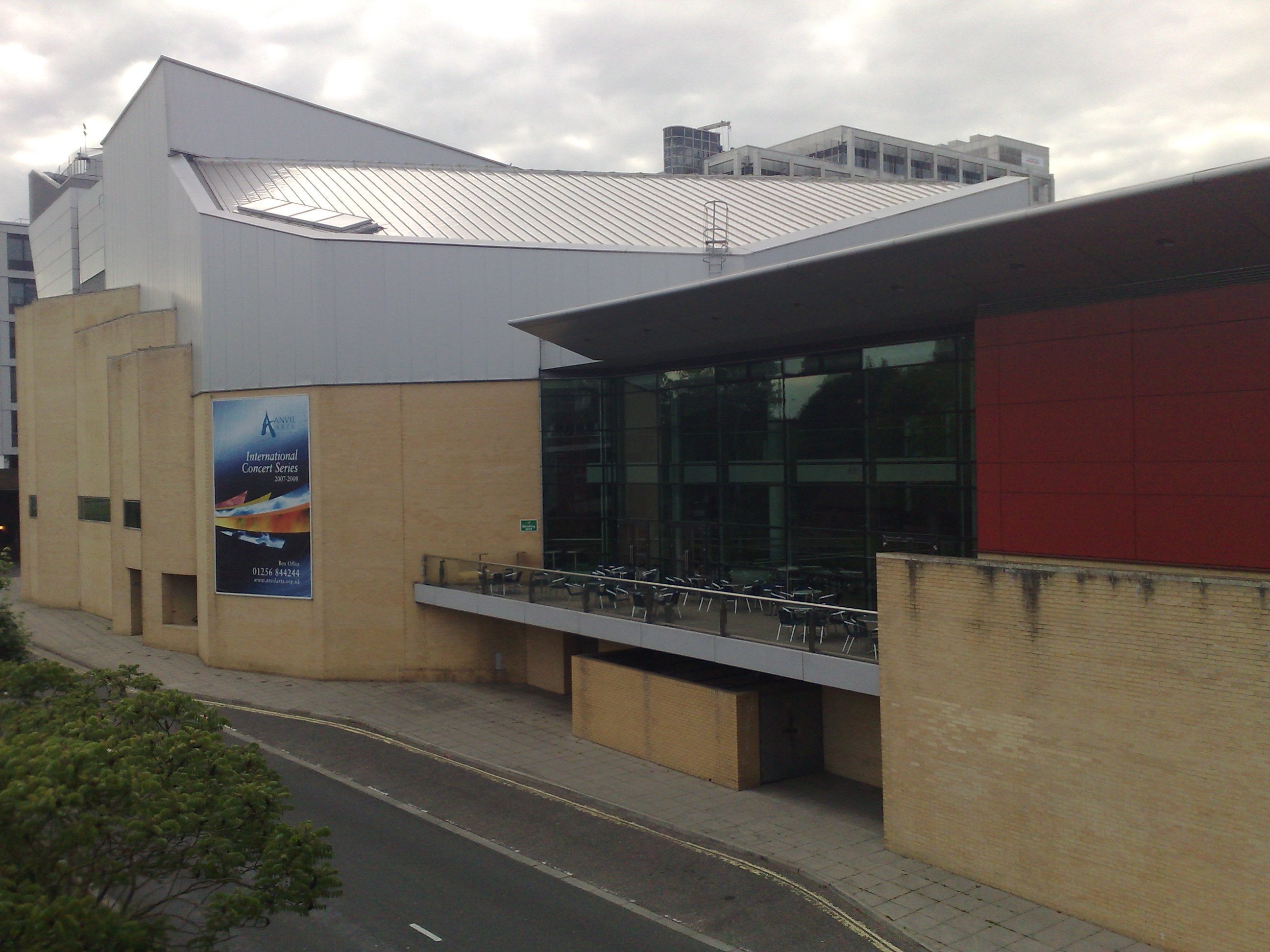
貝辛斯托克鐵砧劇院（The Anvil）

貝辛斯托克在第二次世界大戰期間受到了非常少的轟炸破壞。1940年8月16日，一組德國炸彈在教堂廣場附近落下。當天炸彈還摧毀了伯吉斯路上一排房子的部分區域。此次襲擊造成六人遇難。整體而言，二戰期間的敵軍行動一共造成13名鎮上平民喪生。戰後，該鎮的人口達到25,000人。
作為倫敦溢出計劃的一部分，連同阿什福德和斯溫登等地，當地在1960年代末期迅速發展成為一個“擴展鎮”（類似於米爾頓凱恩斯）。隨著人口增加，鎮上出現了更多全國知名的人物，如藝術評論家瓦爾達瑪·雅努斯查克（Waldemar Januszczak）和女演員伊莉莎白·赫莉。當地很多辦公大樓、大型住宅區、以及一條環路都在當時落成。鎮上的商場則是分階段落成。第一階段在1970年代完成，後來於1980年代建成覆蓋，被稱為“行人步道”。第二階段在1980年代早期完成，成為“商場”（The Malls）。第三階段則被擱置，該地點後來用於建造鐵砧劇院。商場的中央部分於2002年重建並重新開放，取名為“節日廣場”。這為鎮中心的購物環境帶來了顯著改善，改善了消費者對鎮中心的評價。
經過18年的重建工程，貝辛斯托克運河東段（長達51公里）於1991年5月10日重新通航。然而，由於該段運河與貝辛斯托克之間的一段隧道曾於1932年局部崩塌，現時隧道又成為了受保護蝙蝠物種的棲息處，該段隧道難以得到修復。因此貝辛斯托克運河未來通航至貝辛斯托克的可能性微乎其微。
2000年12月1日，愛丁堡公爵為座落於貝辛斯托克休憩公園的里程碑生活歷史博物館舉行開幕儀式。該館是由漢普郡議會和當地議會籌劃，資金則源自國家彩票遺產基金。館內設有根據維多利亞時代和 1930 年代漢普郡街道建造而成的復古街道網絡，以及於本鎮及漢普郡其他區域生產的發動機、汽車和其他物品。在2007/08年度，該館接待了88,338名旅客。2014年，該館的所有權由漢普郡議會轉移至漢普郡文化信託基金。

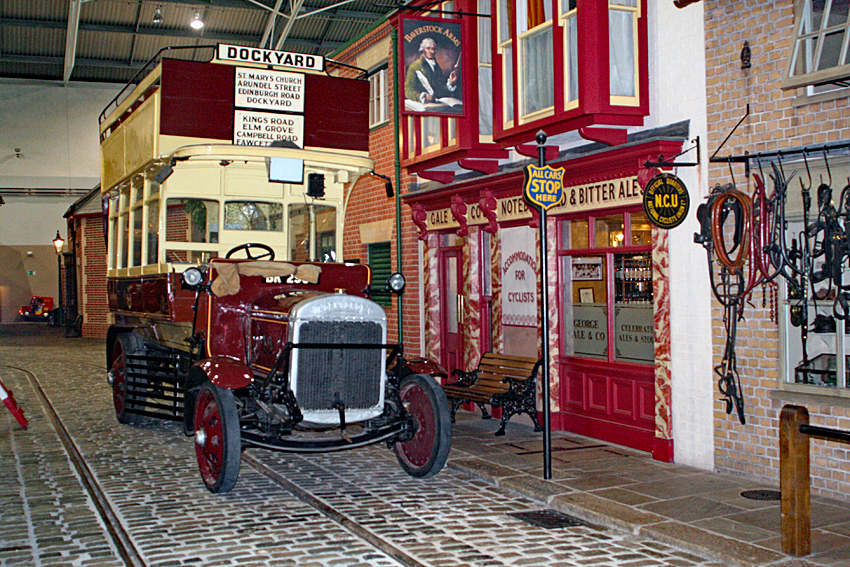
托爾尼克羅夫特Ｊ巴士
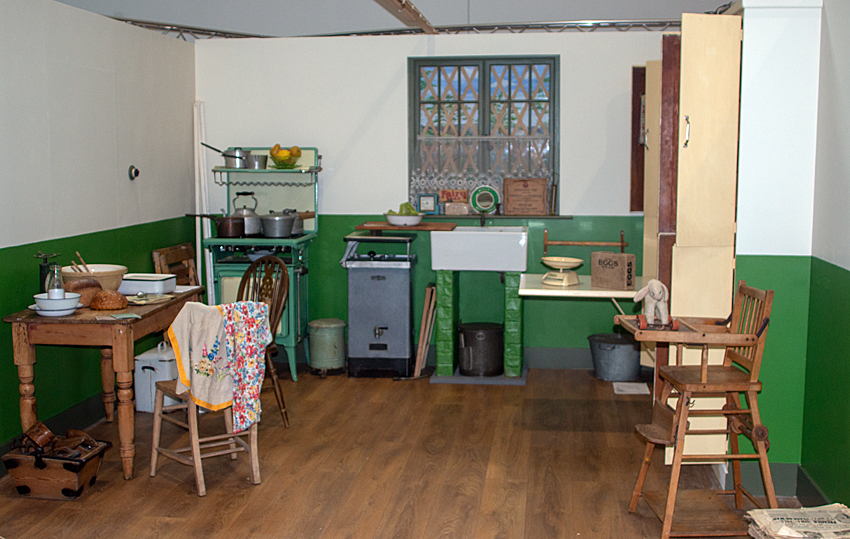
1940年代的廚房佈置
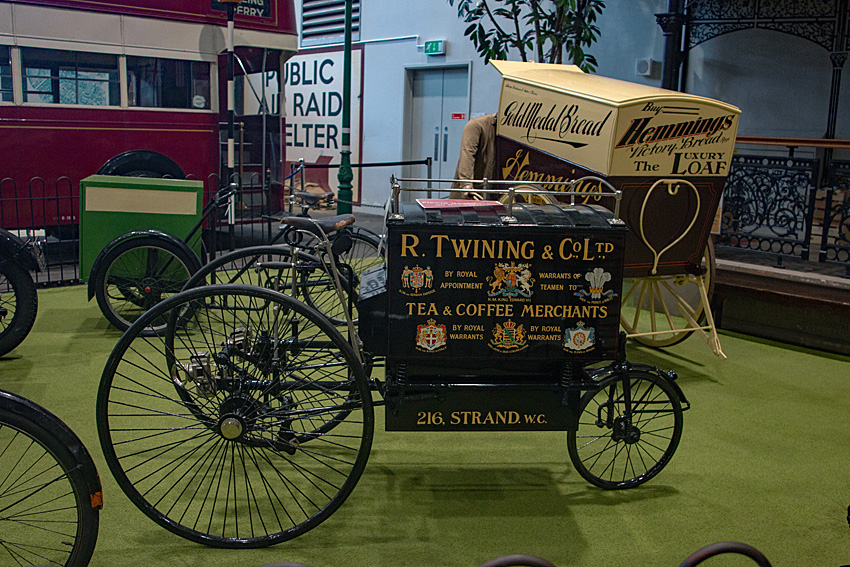
倒轉三輪車
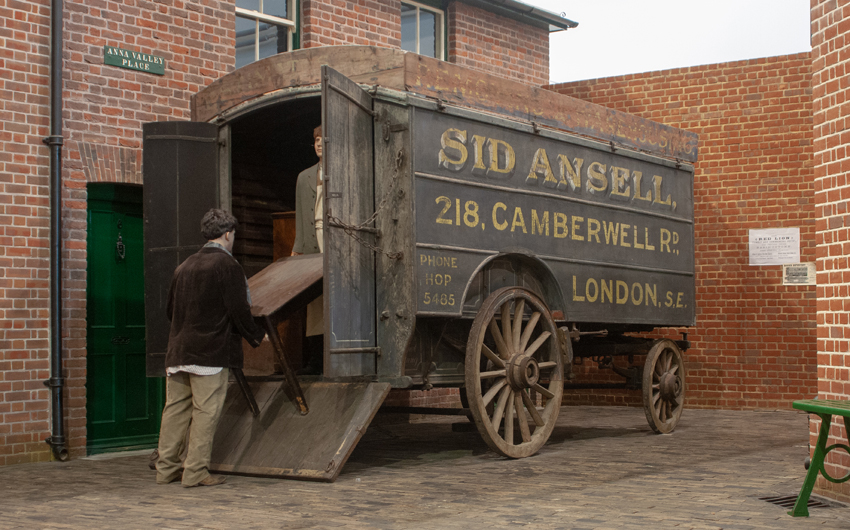
搬運車
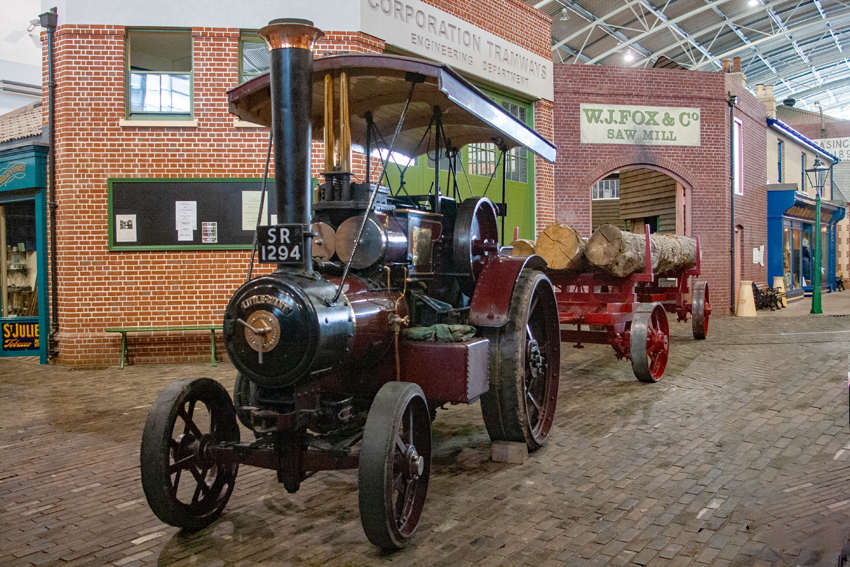
「小巨人」牽引發動機
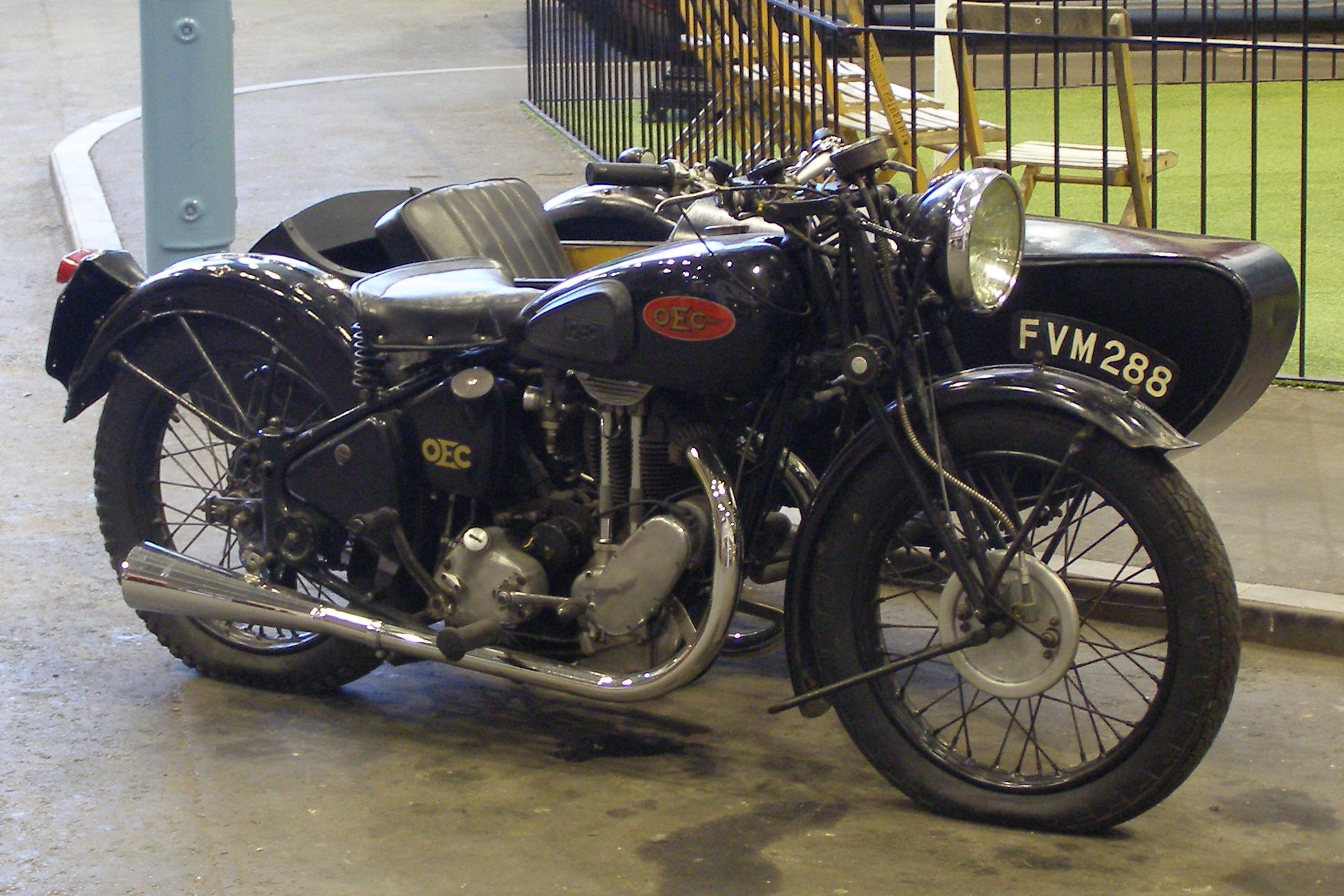
OEC 電單車
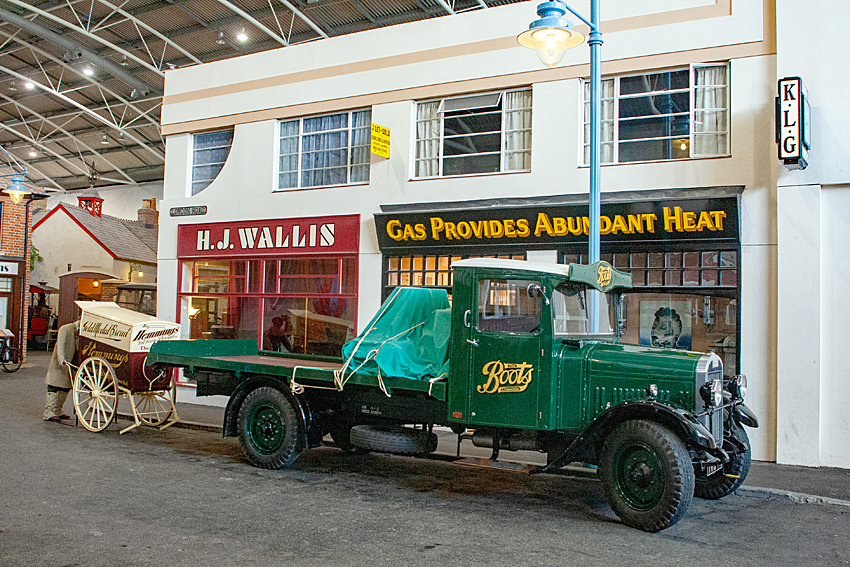
1931年 托爾尼克羅夫特 鬥牛犬卡車
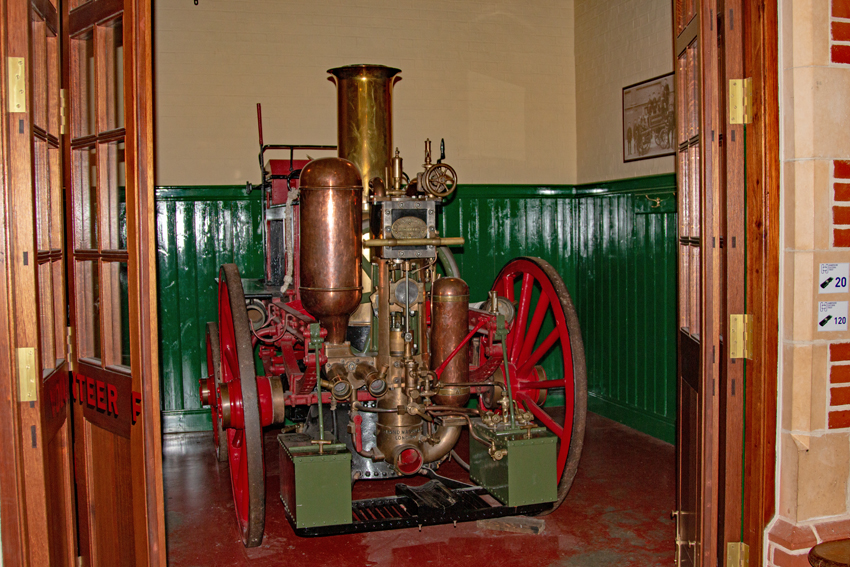
馬拉蒸汽泵
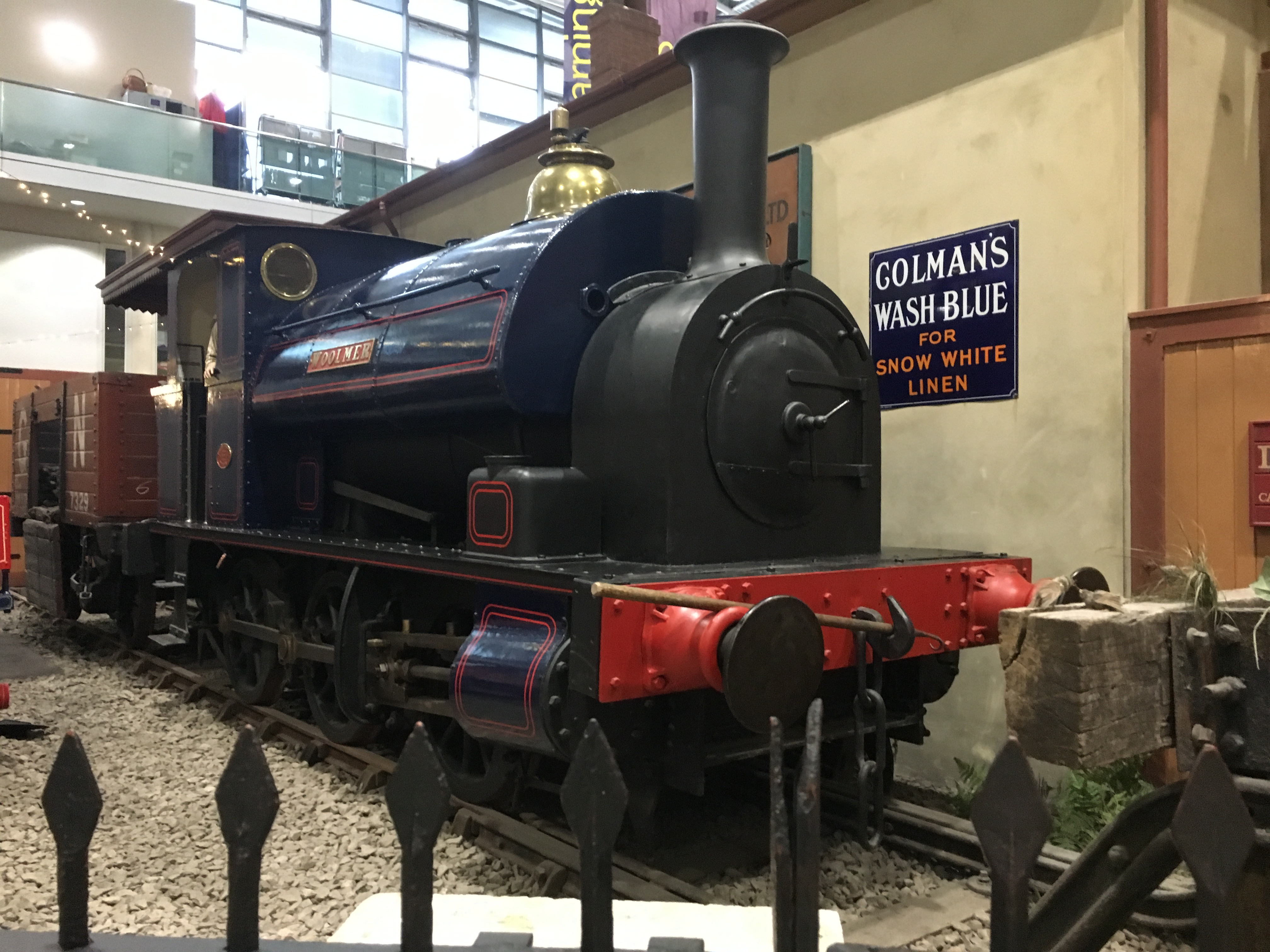
蒸汽機車 「雅芳河畔」1572 0-6-0ST
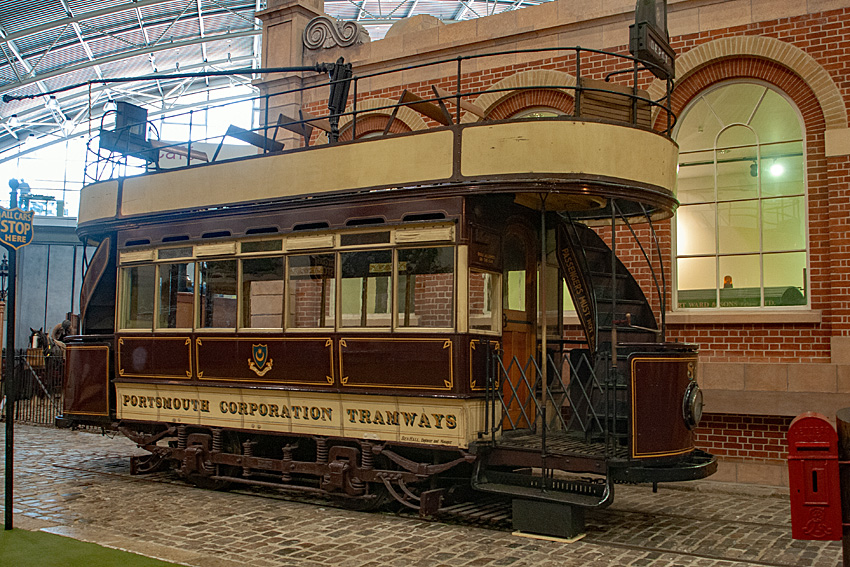
樸茨茅夫電車

## 地理
貝辛斯托克的平均海拔為88米。當地是雷丁、紐伯里、安多弗、溫徹斯特和奧爾頓之間的主要交匯處，在西南英格蘭和倫敦之間的天然貿易路線上。
貝辛斯托克主體位於白堊紀形成的上部白堊層之上，另外亦有小面積的黏土和壤土，嵌有黏土和燧石斑塊。洛登河的河床上分佈著近代和更新世的壤土和沖積層沉積物。本鎮東北部的地質則屬倫敦黏土組，並曾出產倫敦黏土以供生產高質量的磚瓦。

## 交通

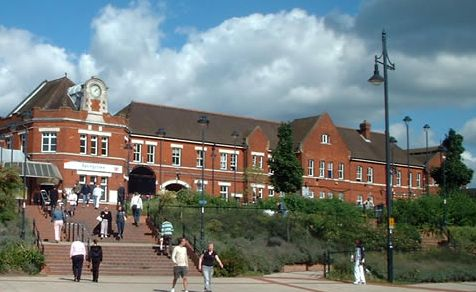
貝辛斯托克火車站

### 道路
貝辛斯托克靠近 M3 高速公路的 6、7 和 8 號交匯處，該高速公路環繞該鎮的東南邊緣，將該鎮與倫敦、南安普敦和西南英格蘭連接起來。

### 鐵路
西南主線自東向西穿過貝辛斯托克鎮中心，並把貝辛斯托克站與倫敦滑鐵盧、溫徹斯特、修普敦、伯恩茅斯和韋茅斯連接起來。西英格蘭線則連繫了梳士巴利和埃克塞特。雷丁—貝辛斯托克線則由貝辛斯托克站往東北方向延伸至雷丁，是前往伯明翰及北英格蘭等地的長途列車所頻繁使用的路線。
貝辛斯托克站的列車服務主要由西南鐵路公司、英國縱貫鐵路和大西部鐵路公司提供。該站於非繁忙時間的列車班次為：
西南鐵路
- 每小時7班 往倫敦滑鐵盧
- 每小時2班 往梳士巴利（其中1班續駛至埃克塞特）
- 每小時1班 往普爾（各站停車）
- 每小時1班 往韋茅斯
- 每小時1班 往朴次茅斯港（經伊斯特利）

大西部鐵路
- 每小時2班 往雷丁[35]

縱貫鐵路
- 每小時1班 往伯恩茅斯
- 每小時1班 往曼徹斯特皮卡迪利 （經伯明翰新街）

### 巴士
大部分當地的巴士路線均由鎮中心的巴士總站始發，並由捷達集團漢普郡分區營運。

## 姊姊市鎮
貝辛斯托克的姊姊市鎮包括：
- 比利时 瓦隆尼亞 布賴訥拉勒
- 法國 諾曼底 阿朗松
- 德国 北萊茵-威斯特法倫州 奧伊斯基興

## 當地相片

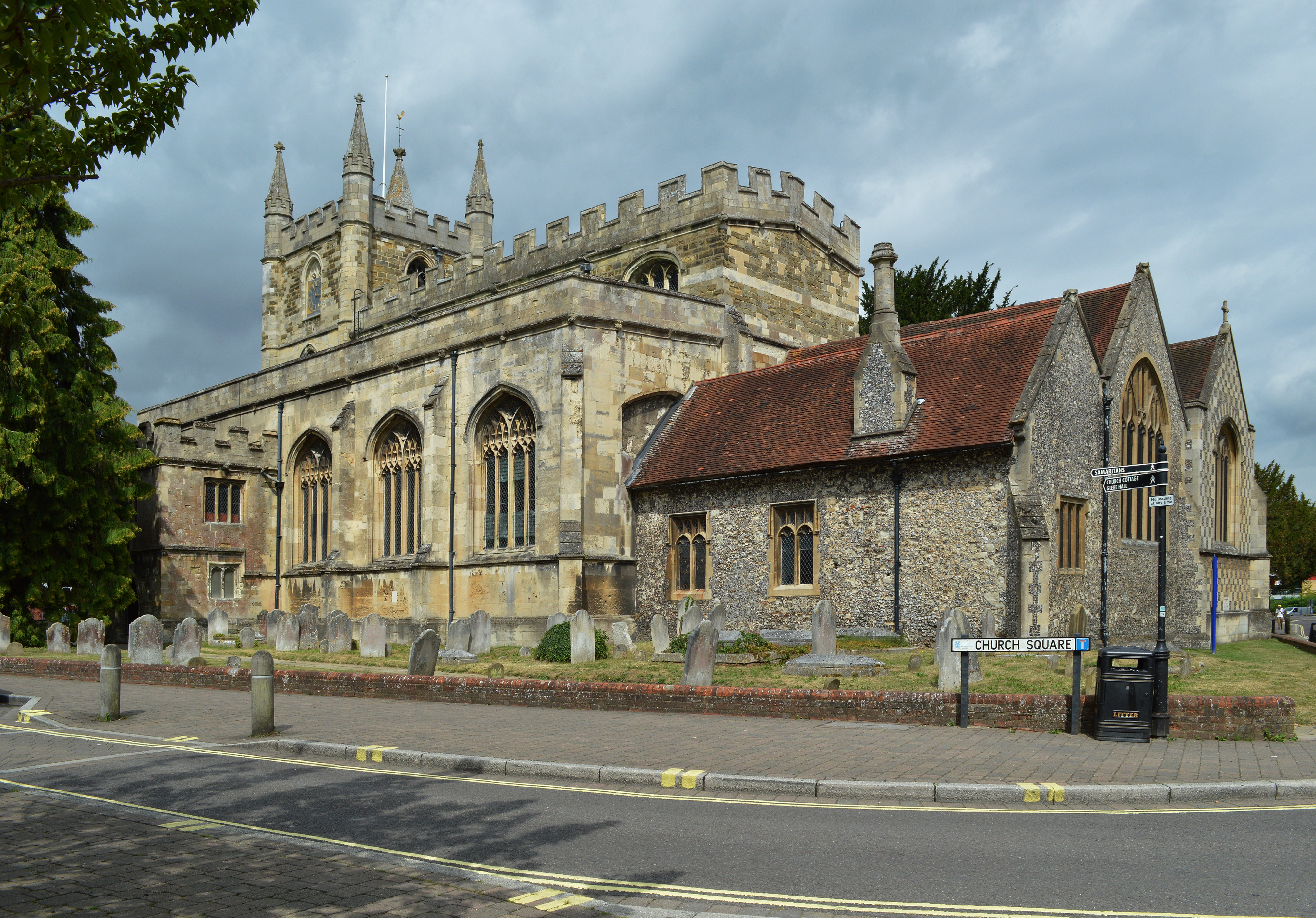
貝辛斯托克聖邁克爾教堂
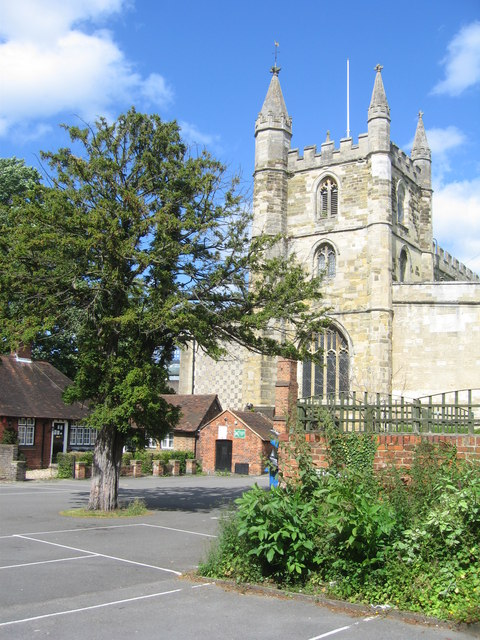
聖邁克爾教堂正面
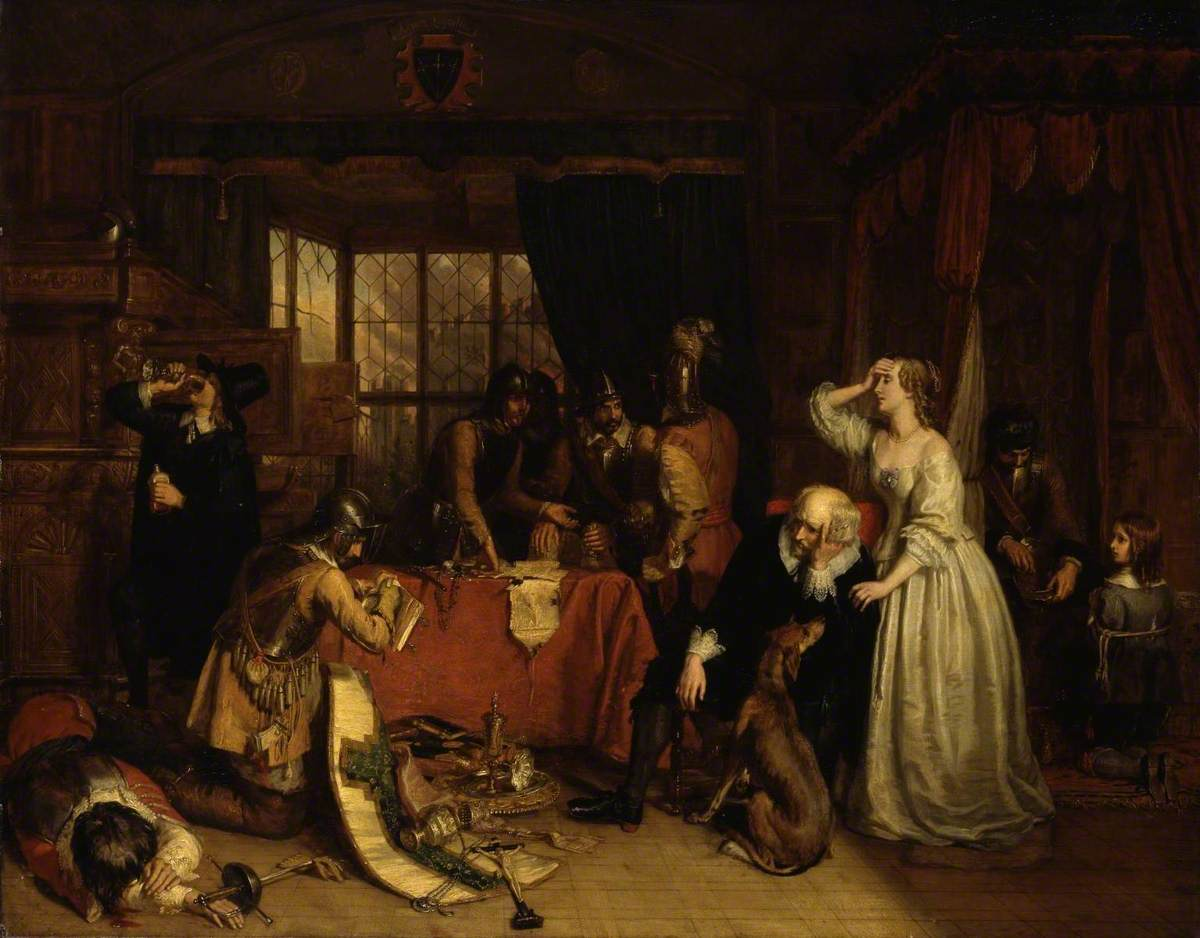
1838年一幅油畫描繪出貝辛閣於英國內戰時被議會派軍隊佔領後進行掠奪的場面
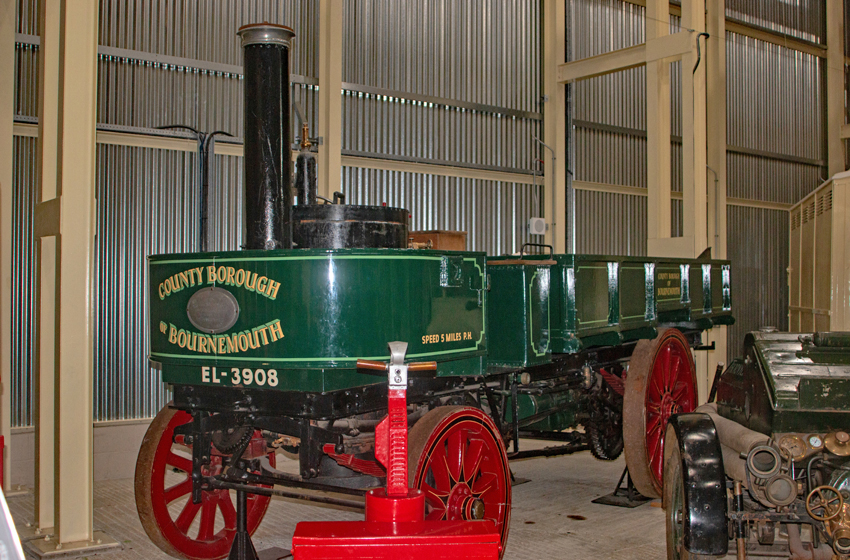
於里程碑博物館展示、1902年由托爾尼克羅夫特製造的蒸汽卡車
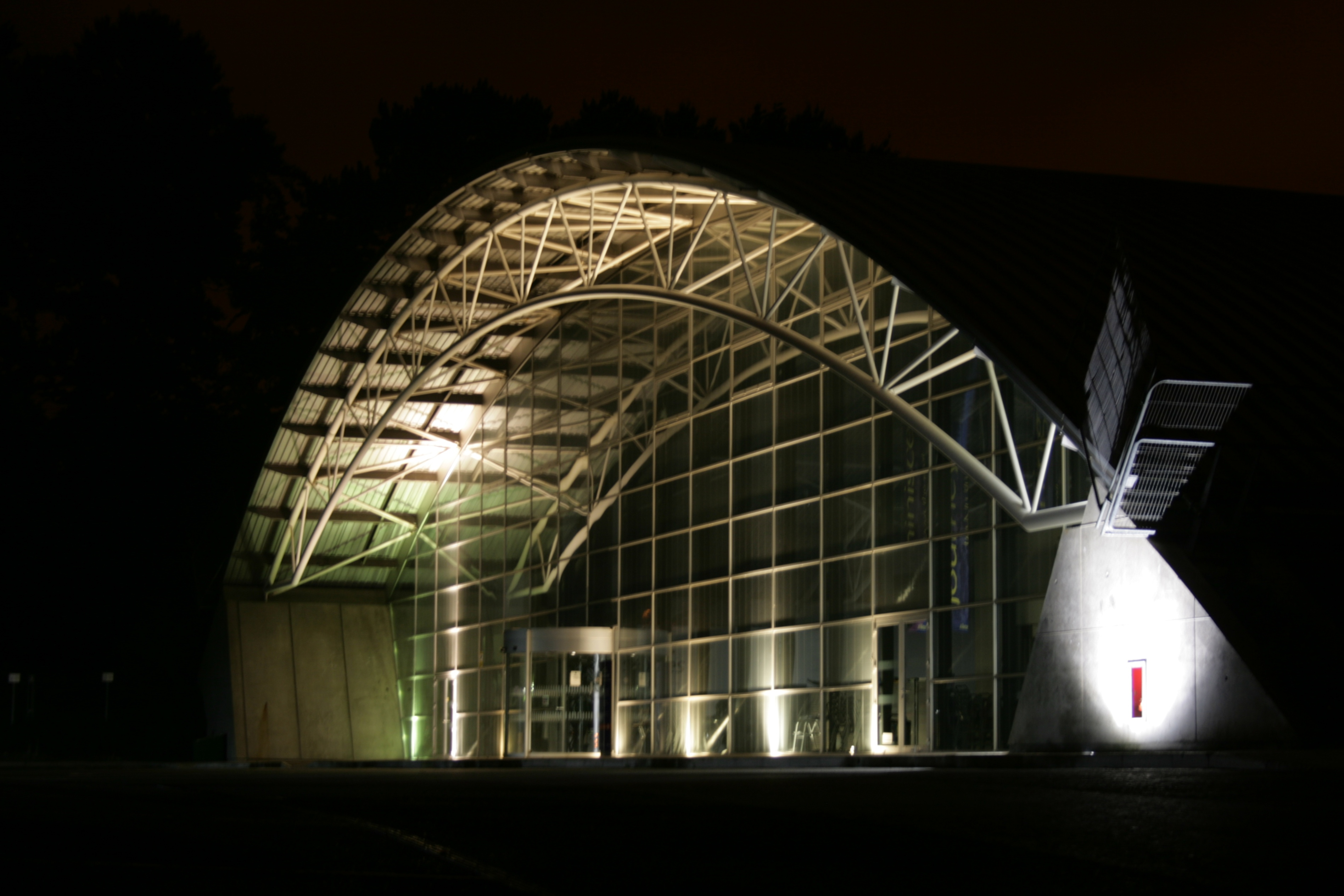
晚上的里程碑博物館（Milestones Living History Museum）
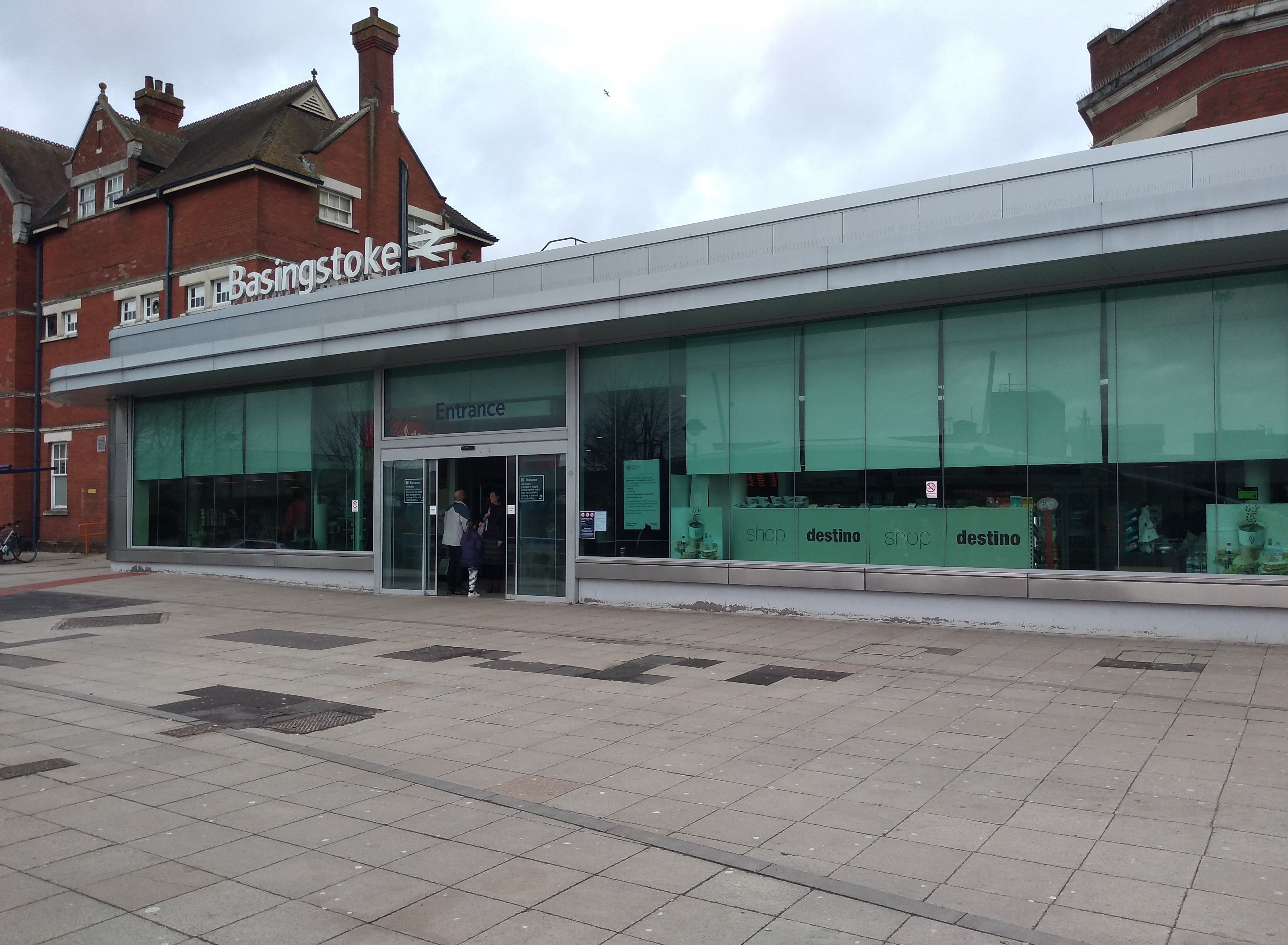
貝辛斯托克火車站主要入口
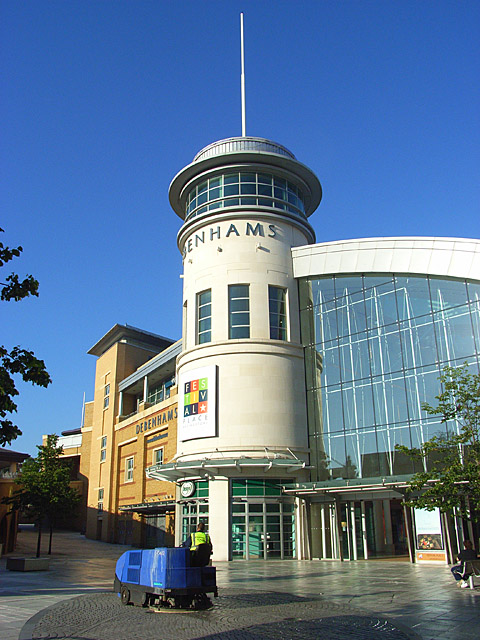
2007年8月時的節日廣場購物中心
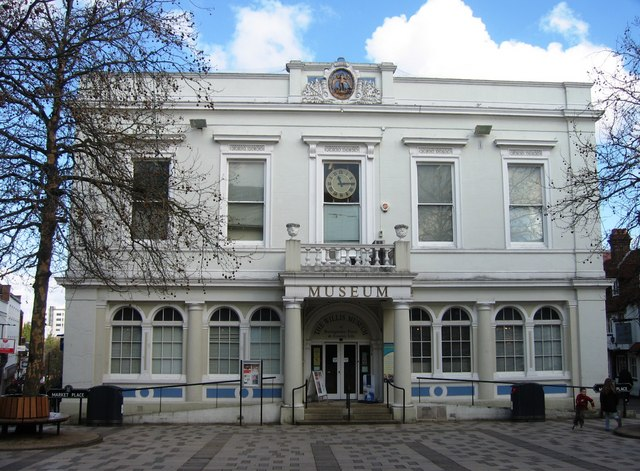
前貝辛斯托克鎮政廳，現已成為威利斯博物館
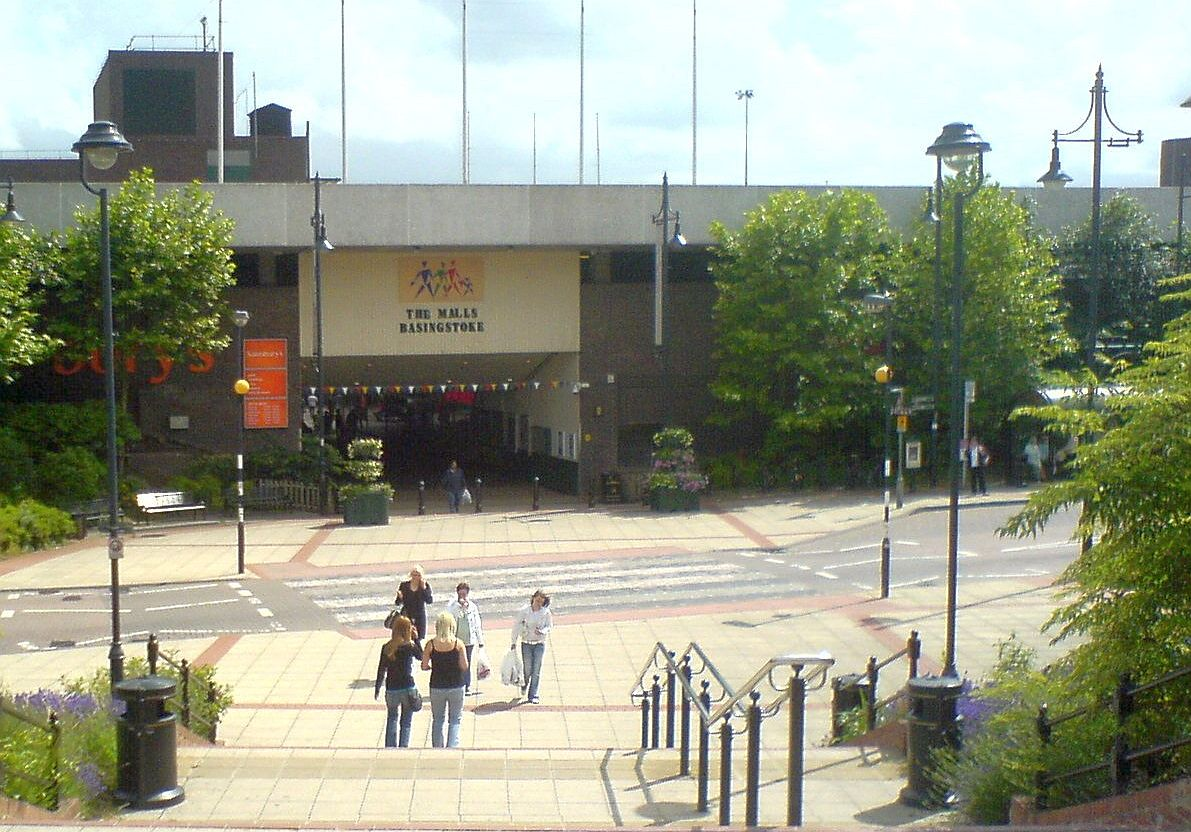
從火車站望向2011年翻新前的「商場」（The Malls）
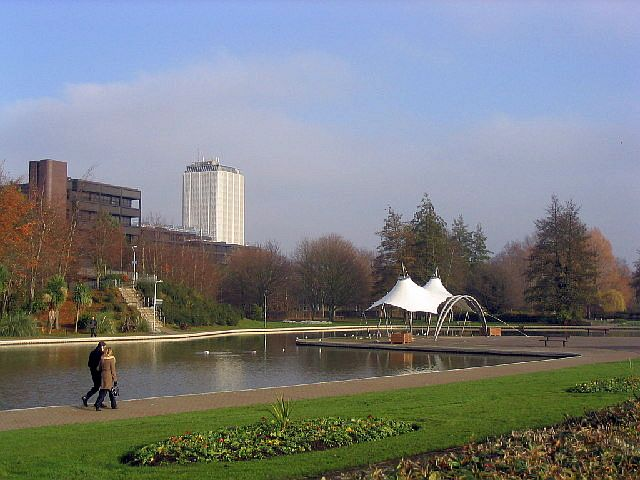
伊斯特羅普公園（Eastrop Park）
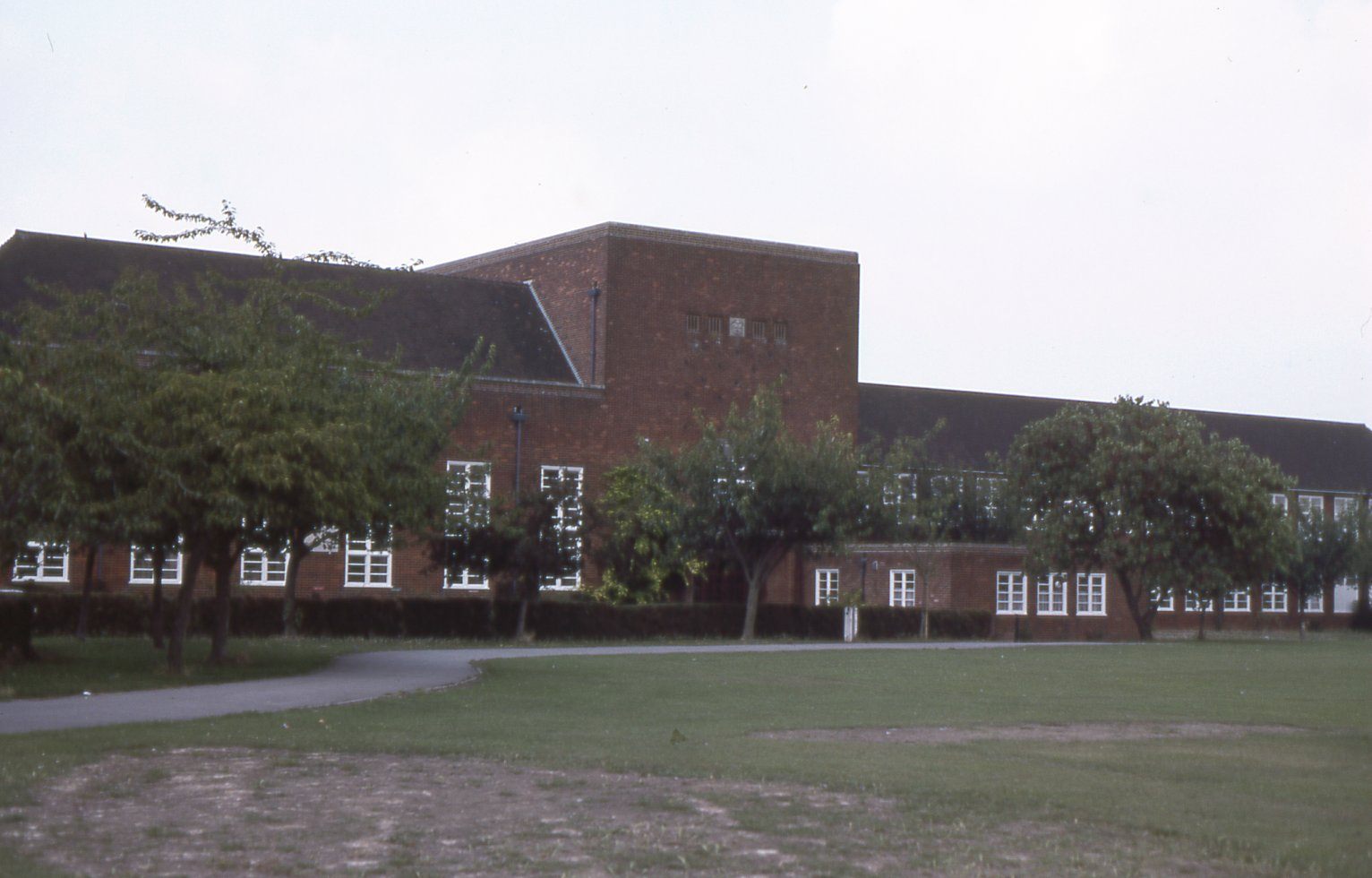
瑪麗一世男校，為一所位於貝辛斯托克、曾於1556至1970年存在的文法學校